# Boven-Rijnse Laagvlakte

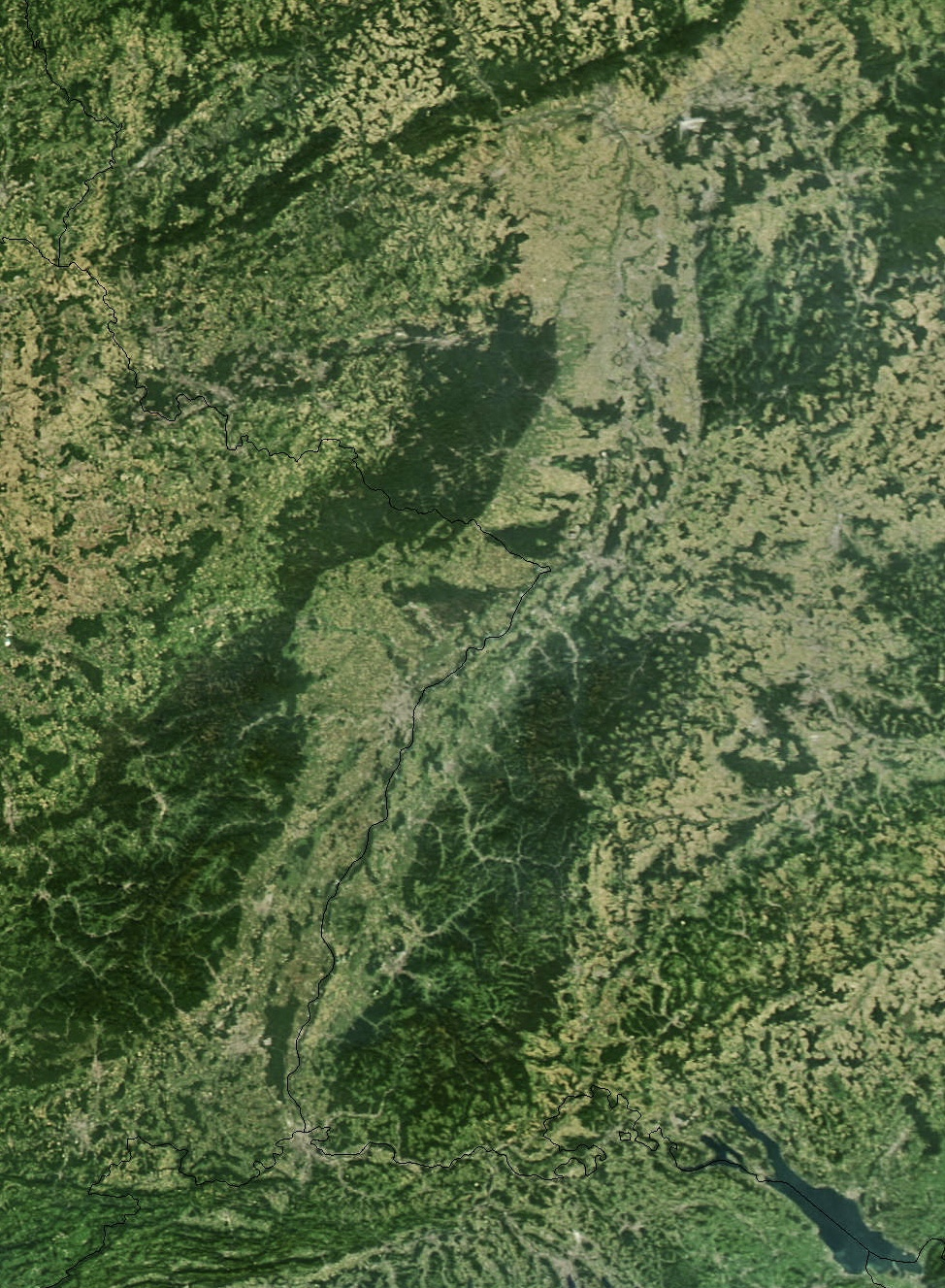
Satellietfoto van het gebied rondom de Boven-Rijnslenk, bovenaan het Rijnlands leisteenplateau, onderin rechts het Bodenmeer.

De Boven-Rijnse Laagvlakte is een laagvlakte in het zuidwesten van Duitsland, het noordoosten van Frankrijk en het noorden van Zwitserland. De vlakte dankt haar naam aan de rivier de Rijn, die er van zuid naar noord doorheen stroomt. 
Het gedeelte in de Elzas in Frankrijk tussen het gebergte van de Vogezen en de Rijn, waarin o.a. Sélestat ligt, heet in het Frans Grand Ried en in het Duits Großes Ried. In Zuid-Duitsland is Ried een algemene aanduiding voor wetlands met moerassig, met  veel riet begroeid terrein.
Het gebied wordt begrensd door de Jura in het zuiden, de Vogezen in het westen, het Rijnlands Leisteenplateau in het noorden en het Zwarte Woud en Odenwald in het oosten. In het zuidwesten gaat de Boven-Rijnse Laagvlakte over in de Bourgondische Poort, het plateaulandschap tussen de Jura en de Vogezen.

## Geologie
De laagvlakte is ontstaan door een enorme langgerekte verzakking in de aardkorst, een zogenaamde slenk, die zo'n 35 miljoen jaar geleden begon te vormen. De Rijn is door deze verlaging in het landschap gaan stromen en heeft de slenk bijna helemaal opgevuld met sediment, vooral rivierklei. Dit zorgt voor het vlakke landschap.
Op sommige plekken is vroeger vulkanisme voorgekomen en zijn oude vulkanen te vinden. Een voorbeeld is de Kaiserstuhl, een kleine berg midden in het verder vlakke gebied.

## Economie en bevolking
In de Boven-Rijnse Laagvlakte liggen twee belangrijke industriële regio's: in het midden de Rijn-Neckardriehoek met Mannheim, Ludwigshafen en Heidelberg, in het noorden het Rijn-Maingebied met Frankfurt, Mainz en Wiesbaden.
Ook rond om Karlsruhe, Straatsburg, Freiburg, Mulhouse en Bazel zijn stedelijke verdichtingen ontstaan, die een Euregio vormen, die onderdeel is van de zogenaamde Blauwe Banaan van Londen naar Milaan, een belangrijk economisch ontwikkelingsgebied.

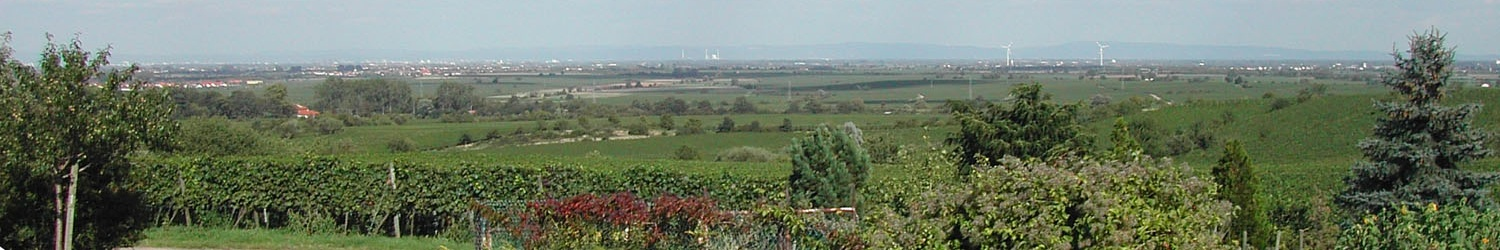
De Boven-Rijnse Laagvlakte, vanuit het westen naar het oosten gezien: vooraan wijnbouw in de buurt van Neustadt an der Weinstraße, in de achtergrond Mannheim (rechts een energiecentrale), daarachter is nog het Odenwald te zien.

### Grote steden
- Bazel (Zwitserland)
- Darmstadt (Duitsland)
- Frankfurt (Duitsland)
- Freiburg (Duitsland)
- Heidelberg (Duitsland)
- Karlsruhe (Duitsland)
- Ludwigshafen (Duitsland)
- Mannheim (Duitsland)
- Mulhouse (Frankrijk)
- Straatsburg (Frankrijk)

### Kleinere steden
- Baden-Baden (Duitsland)
- Bruchsal (Duitsland)
- Colmar (Frankrijk)
- Emmendingen (Duitsland)
- Frankenthal (Duitsland)
- Germersheim (Duitsland)
- Lahr (Duitsland)
- Landau (Duitsland)
- Neustadt (Duitsland)
- Offenburg (Duitsland)
- Rastatt (Duitsland)
- Sélestat (Frankrijk)
- Speyer (Duitsland)
- Wiesloch (Duitsland)
- Worms (Duitsland)